# Cryptoperla pentagonalis
Cryptoperla pentagonalis is een steenvlieg uit de familie Peltoperlidae. De wetenschappelijke naam van de soort is voor het eerst geldig gepubliceerd in 1980 door Zwick & Sivec.